# Adam Bielecki (wspinacz)
Adam Radosław Bielecki (ur. 12 maja 1983 w Tychach) – polski taternik, alpinista, himalaista, pierwszy zimowy zdobywca ośmiotysięczników Gaszerbrum I (9 marca 2012) i Broad Peak (5 marca 2013) oraz zdobywca K2 (31 lipca 2012), Makalu (30 września 2011) i Gaszerbrum II (16 lipca 2018).

## Życiorys
Ukończył I Liceum Ogólnokształcące im. Leona Kruczkowskiego w Tychach oraz psychologię na Uniwersytecie Jagiellońskim. Jego siostrą jest himalaistka Agnieszka Bielecka.
Jest członkiem Klubu Wysokogórskiego Kraków. Wspina się od 1996. Autor blisko 100 wejść wspinaczkowych w Tatrach i Alpach zarówno latem jak i zimą. Lider kilkudziesięciu wypraw w góry Azji, Afryki, Europy i obu Ameryk. Podróżnik.
W 2000 roku w wieku 17 lat jako najmłodszy na świecie dokonał samotnego wejścia w stylu alpejskim na Chan Tengri (7010 m n.p.m.).
30 września 2011 o 14:30 czasu lokalnego zdobył wraz z Arturem Hajzerem i Tomaszem Wolfartem bez używania tlenu piąty szczyt świata Makalu (8481 m n.p.m.). Był to pierwszy osiągniety ośmiotysięcznik Adama Bieleckiego. Zejściu ze szczytu towarzyszyły dramatyczne okoliczności i dwójka himalaistów (Maciej Stańczak i Tomasz Wolfart) doznała poważnych odmrożeń palców zakończonych amputacją.
9 marca 2012, około godziny 08:30 czasu lokalnego Adam Bielecki i Janusz Gołąb dokonali pierwszego zimowego wejścia na Gaszerbrum I (8068 m n.p.m.) w Karakorum, w Pakistanie, bijąc tym samym rekord wysokości osiągniętej przez człowieka zimą w Karakorum. Jest to 11. ośmiotysięcznik zdobyty zimą i drugi w Karakorum. Wejścia dokonano bez użycia tlenu, drogą chińską prowadzącą od strony północno-zachodniej. Była to wyprawa PZA w ramach programu Polski Himalaizm Zimowy 2010–2015 pod kierownictwem Artura Hajzera.
31 lipca 2012 Adam Bielecki zdobył drugi szczyt świata K2 (8611 m). W wyprawie uczestniczył, także Marcin Kaczkan, który przerwał atak szczytowy i pozostał w obozie III (7400 m n.p.m.) Wejście odbyło się bez użycia butli z tlenem. Jest to 10 wejście Polaka na K2.
5 marca 2013 roku Maciej Berbeka, Tomasz Kowalski, Adam Bielecki oraz Artur Małek dokonali pierwszego zimowego wejścia na Broad Peak (8047 m n.p.m.). Berbeka i Kowalski zaginęli podczas zejścia ze szczytu. Na zlecenie Polskiego Związku Alpinizmu został opracowany „Raport Zespołu Wypadkowego”. Komisja uznała, że Bielecki i Małek poprzez nadanie własnego tempa i zostawienie partnerów bez kontaktu wzrokowego postąpili wbrew zasadom etyki w górach i wytycznym Polskiego Himalaizmu Zimowego. Wnioski zespołu wypadkowego wzbudziły kontrowersje i podzieliły środowisko wspinaczy. Sam Bielecki kwestionował końcowe oceny raportu PZA jako nieoparte na realiach wyprawy i niewynikające z obiektywnej analizy faktów.
Wiosną 2014, w ramach Kangchenjunga North Face Expedition 2014, Adam Bielecki, Denis Urubko, Alex Txikon, Artiom Braun i Dimitrij Siniew, mieli za zadanie zdobyć trzeci szczyt na świecie – Kanczendzongę (8586 m n.p.m.). W pierwszym ataku szczytowym 19 maja, cel osiągnął Denis Urubko. Alex zaczął schodzić z powodu odmrożeń, natomiast Artiom i Dimitrij, postanowili przejść na południową stronę i stamtąd zaatakować szczyt. 25 maja, Adam rozpoczął samotny atak szczytowy. Dotarł do obozu I (5800 m n.p.m.), dzień później zdecydował o zakończeniu wyprawy, ze względu na zbyt intensywne opady śniegu.
27 grudnia 2015 Adam Bielecki wraz z Jackiem Czechem rozpoczęli wspinaczkę, której celem było zdobyć, niezdobyty dotąd zimą dziewiąty co do wysokości szczyt świata, Nanga Parbat (8126 m n.p.m.). Nawiązali współpracę z działającą w tamtym rejonie wyprawą Alexa Txikona, Alego Sadpary i Daniele'a Nardiego. 13 stycznia doszło do wypadku, Adam podczas poręczowania poleciał 80 metrów z wysokości 5800 m n.p.m., Daniele Nardi, asekurował Bieleckiego drugą liną. Pomimo długiego lotu skończyło się tylko poobijaną dłonią. Wyprawa Polaków została przerwana.
Na początku 2017 wyprawa Cho Oju Expedition 2017, której celem było zdobycie ośmiotysięcznika Czo Oju (8201 m n.p.m.), nowo wyznaczoną trasą, nie doszła do skutku, ze względu na niewydanie wizy Adamowi Bieleckiemu przez Chińczyków. Powodem było to, że Chińczycy nie wpuszczają do kraju tych, którzy przebywali w Pakistanie w ostatnich kilku latach (Adam wspinał się tam na przełomie 2015/2016). Drużyna złożona z Louisa Rousseau (Kanada), Felixa Berga (Niemcy) i Ricka Allena (Szkocja) nie poddała się i postanowili zdobyć ośmiotysięcznik Annapurnę (8091 m n.p.m.) północno-zachodnią ścianą. Pierwszym celem był jednak Tilicho Peak (7134 m n.p.m.), który został wybrany ze względu na wymaganą aklimatyzację potrzebną do zdobycia Annapurny. Ze względu na brak prognoz umożliwiających bezpieczny atak szczytowy, zespół podjął decyzję o zakończeniu wyprawy Annapurna Polsped Expedition 2017.
27 stycznia 2018 roku, wspólnie z Denisem Urubką, Jarosławem Botorem i Piotrem Tomalą przerwali Narodową Zimową Wyprawę na K2 i wzięli udział w akcji ratowniczej na Nanga Parbat, która została zorganizowana, by pomóc schodzącym ze szczytu Élisabeth Revol i Tomaszowi Mackiewiczowi. Wspinając się wraz z Urubką, w godzinach nocnych, dotarł do Revol na ok. 6100 m n.p.m. Udało się sprowadzić ją do obozu. Dojście do Mackiewicza, z uwagi na ekstremalne warunki pogodowe, nie było możliwe. Wyprawa na K2 zakończyła się niepowodzeniem.
16 lipca 2018 o 17:00 czasu lokalnego, Adam Bielecki wraz z Felixem Bergiem, zdobyli Gaszerbrum II. Wejścia dokonali zachodnią ścianą (prawdopodobnie drugie przejście).
19 kwietnia 2023, po nieudanej wyprawie mającej na celu wytyczenie nowej drogi w stylu alpejskim na północno-zachodniej ścianie Annapurny, wszedł w skład ekipy ratunkowej w składzie: Adam Bielecki i Mariusz Hatala z Polski oraz Chhepal Sherpa, Lakpa Nuru Sherpa, Dawa Nurbu Sherpa, Lakpa Sherpa, Tashi Sherpa oraz pilot śmigłowca Sobie Gauchan z Nepalu. Przedstawiony przez członka "Seven Summits Trek" Dawa Nurbu Sherpa cel wyprawy ratunkowej to odnalezienie i wydobycie ciała indyjskiego wspinacza Anuraga Maloo, który 17 kwietnia 2023 podczas zejścia pomiędzy obozem C3 a obozem C2 wpadł do szczeliny. 20 kwietnia 2023 na wysokości około 5800 m n.p.m. w szczelinie na głębokości 68 metrów Adam Bielecki odnalazł Anuraga Maloo. Szybko okazało się, że pomimo 3 dni spędzonych w szczelinie w skrajnych warunkach Anurag żyje. Akcja zmieniła się w walkę o jego życie. Po wydostaniu ze szczeliny, przetransportowaniu do szpitala, zespół ratunkowy z Adamem Bieleckim uratował życie Anuraga Maloo.

### Ważniejsze przejścia

#### Tatry
- „Shangri-La” Osterva, VIII.
- „Szewska Pasja”, Młynarczyk VII+

#### Norwegia
- „Juvsola” Rjukan. WI6[25]

#### Alpy
- „Colton-MacIntyre”. Grandess Jorasses ED+, 1200m.[26]
- „Shmid route”. Matterhorn, TD+, 1100m.[27]
- „Transylvania” Monte Cassale, VII, 1100m.[28]
- „Via Luna 85”, Placche Zebratta, 6c, 400m.
- “Rubenzahl” Kandersteg. WI6

#### Andy
- „Ruta Polaca”, Cerro Arenas. TD+, 1000m. Pierwsze przejście[29]
- „La Perdida”, Cerro Arenas. ED-,900m. Pierwsze przejście
- „Original route” La Esfinge. 6c+/7a, 800m.[30]

#### Zdobyte ośmiotysięczniki
- 2011 – Makalu
- 2011 – Gaszerbrum I (pierwsze wejście zimowe)
- 2012 – K2
- 2013 – Broad Peak (pierwsze wejście zimowe)
- 2018 – Gaszerbrum II (zachodnią ścianą)

#### Inne
Wielokrotny lider wypraw m.in. na Szczyt Lenina, Pobiedę Zachodnią, Demawend, Ararat, Kilimandżaro, Ruwenzori, Chimborazo, Cotopaxi, Aconcagua, Denali (McKinley), Dhampus Peak, El Cuerno oraz w Alpach łącznie na 17 czterotysięczników, w tym na Mont Blanc, Dufourspitze, Matterhorn.
20 sierpnia 2017 Adam Bielecki wraz, z Pawłem Migasem i Jackiem Czechem, wyruszył w Andy, w rejon Cajon del Maipo. W czasie wyprawy wyznaczyli nowe drogi m.in. „Ruta Polaca”. „Zacięcie Polaków” i „Tęsknota”
W swojej książce Spod zamarzniętych powiek, którą napisał wraz z Dominikiem Szczepańskim, Bielecki opowiada o swoich wspinaczkowych doświadczeniach, wspomnieniach z himalajskich wypraw i nadludzkim wysiłku, którego wymagają ośmiotysięczniki.
W 2022 roku w filmie Broad Peak w rolę Bieleckiego wcielił się Dawid Ogrodnik.

## Nagrody i odznaczenia
- 2000

- Adam Bielecki otrzymał nominację do nagrody „Kolosa” 2000 za samotne wejście na Chan-Tengri w Kazachstanie, jako wówczas najmłodszy w ogóle zdobywca szczytu.
- 2012

- W 2012 otrzymał nagrodę prezydenta miasta Tychy za dokonanie roku w kategorii Sport.
- W grudniu 2012 otrzymał Srebrną Odznakę Za Zasługi Dla Sportu nadaną przez Ministerstwo Sportu i Turystyki.
- Portal Explorersweb uznał wejście na Gaszerbrum I zimą 2012 dokonane przez Adama Bieleckiego i Janusza Gołąba za najważniejsze na świecie wydarzenie w dziedzinie eksploracji w 2012 roku.
- Nagroda główna w kategorii wyczyn roku w konkursie Travelery 2012 magazynu National Geographic.
- 2017

- Nagroda publiczności na Festiwalu Górskim w Lądku Zdroju dla książki „Spod zamarzniętych powiek” w 2017 roku.
- Książka „Spod Zamarzniętych powiek” Najlepszą Książką Górską 2017 roku w plebiscycie „Sportowa książka roku 2017”.
- 2018

- W 2018 otrzymał nagrodę brytyjskiego Alpine Club The Spirit of Mountaineering Commendation dla Krzysztofa Wielickiego, Adama Bieleckiego, Denisa Urubko, Piotra Tomali i Jarosława Botora za akcje ratunkową na Nanga Parbat zimą 2018.
- Został Laureatem plebiscytu Ludzie Roku 2017 Czytelników Gazety Wyborczej w kategorii sport wraz z Denisem Urobko, Piotrem Tomalą i Jarosławem Botorem.
- W 2018 został wyróżniony Złotą Odznaką Honorową za zasługi dla województwa śląskiego przyznana przez sejmik województwa śląskiego.
- Przyznano mu Nagrodę „Wyczyn Roku” przyznana w plebiscycie Przeglądu Sportowego i Polsatu za akcję ratunkową na Nanga Parbat zimą 2018.
- Zajął 4. miejsce w plebiscycie „Ikona Sportu 2018” wraz z Denisem Urubko.
- Otrzymał Tytuł Honorowego Obywatela Miasta Tychy przyznany w 2018.
- 2019

- W 2019 wyróżniony Nagrodą Davida A. Sowlesa przyznana przez American Alpine Club za akcję ratunkową na Nanga Parbat zimą 2018, wraz z Denisem Urubko, Piotrem Tomalą i Jarosławem Botorem.
- W 2019 dostał National Geographic Adventurers of the Year, wraz z Denisem Urubko.
- W czerwcu 2019 został udekorowany przez Prezydenta RP Andrzeja Dudę Krzyżem Kawalerskim Orderu Odrodzenia Polski, przyznanym za wybitne zasługi dla rozwoju sportów wysokogórskich, za promowanie imienia Polski w świecie.
- Dekretem prezydenta Francji Emmanuela Macrona z 11 marca 2019 został odznaczony Legią Honorową V Klasy, co ogłoszono 21 czerwca 2019, zaś dekoracja odbyła się 21 września 2019 na XXIV Festiwalu Górskim w Lądku Zdroju.
- W listopadzie 2019 otrzymał Medal Miasta Grenoble (Médaille de la Ville de Grenoble).
- 2021

- Wraz z Jarosławem Botorem, Piotrem Tomalą i Denisem Urubko otrzymał Europejski Dyplom Fair Play.